# Poynting (cráter)

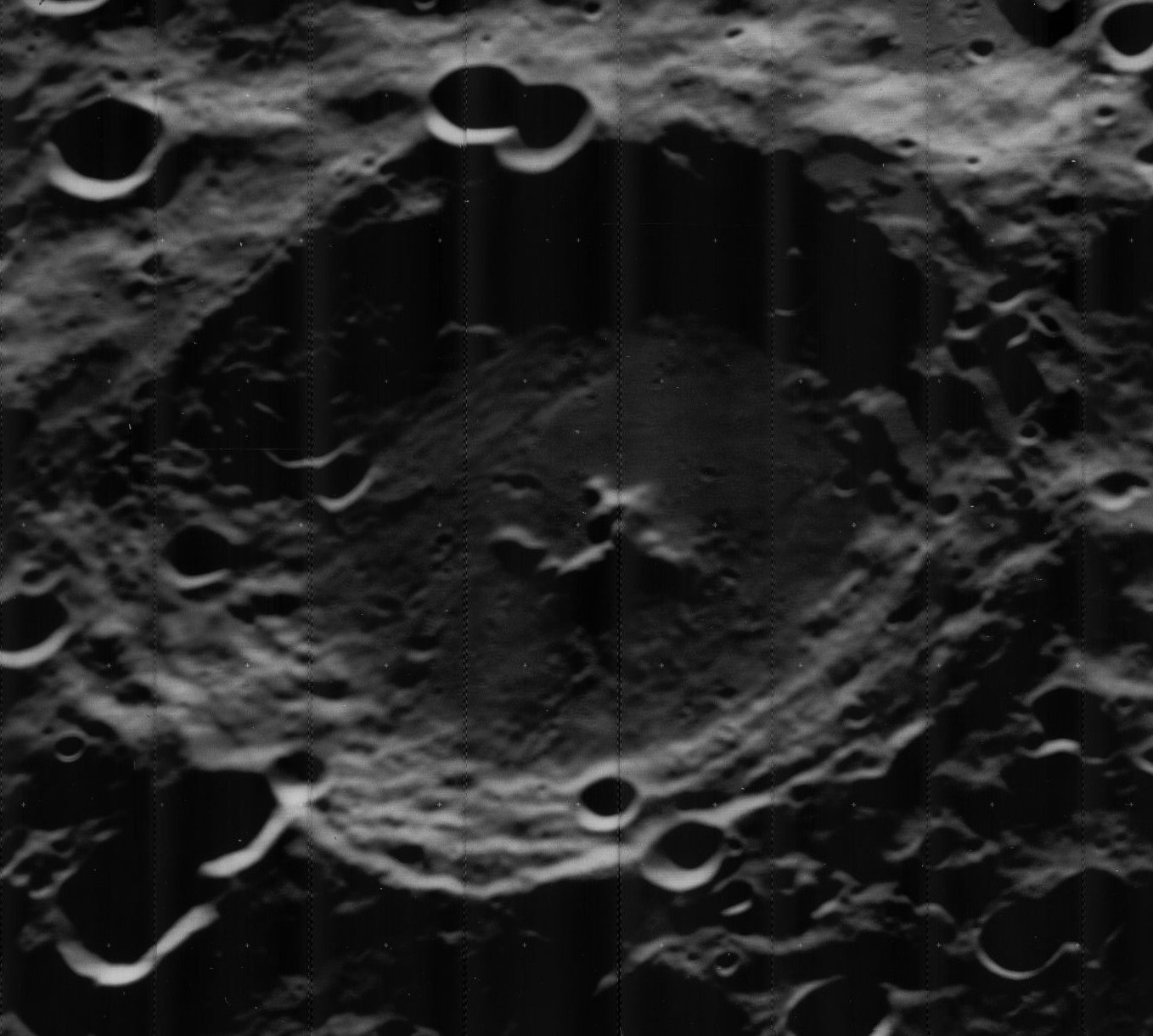
Imagen oblicua de la misión Lunar Orbiter 5

Poynting es un gran cráter de impacto situado en la cara oculta de la Luna. Se encuentra al norte-noroeste de la llanura anurallada del cráter Hertzsprung, con Fersman inmediatamente al este y Kekulé igualmente cerca por el oeste-suroeste.
|  |

Este cráter ha sufrido cierta erosión, y varios cráteres pequeños yacen sobre su brocal. Un par de estos impactos se encuentran uno junto al otro en el lado este, y otra pareja se superpone sobre el sector occidental del borde. Al otro lado del sector sureste del brocal aparece otro par de cráteres casi fusionados. El perfil del brocal permanece por lo general bien definido, con algunas zonas aterrazadas en el este y el norte. El perímetro es generalmente circular, con una ligera intrusión hacia el interior en el noroeste.
El suelo interior es relativamente llano, a excepción de un pico central con forma de cresta ubicado ligeramente al este del punto medio. Presenta pequeños cráteres en el suelo de las zonas sur y noroeste, y una serie de pequeños marcas diseminadas por toda su superficie.

## Cráteres satélite
Por convención estos elementos son identificados en los mapas lunares poniendo la letra en el lado del punto medio del cráter que está más cerca de Poynting.
|          | \| Poynting \| Coordenadas \| Diámetro \| \| -------- \| ------------------------------- \| -------- \| \| X \| 23°18′N 136°12′O / 23.3, -136.2 \| 22 km \| |          |
| Poynting | Coordenadas | Diámetro |
| X        | 23°18′N 136°12′O / 23.3, -136.2 | 22 km    |